# برونو كوتينيو
برونو كوتينيو (بالبرتغالية: Bruno Coutinho Martins‏) (21 يونيو 1986 في بورتو أليغري في البرازيل – )؛ هو لاعب كرة قدم سابق كان يلعب كمهاجم.

## وصلات خارجية
- برونو كوتينيو على موقع رابطة كرة القدم اليابانية للمحترفين (اليابانية)
- برونو كوتينيو على موقع قاعدة بيانات كرة القدم.إي يو (الإنجليزية)
- برونو كوتينيو على موقع Soccerway.com (الإنجليزية)
- برونو كوتينيو على موقع عالم كرة القدم.نت (الإنجليزية)
- برونو كوتينيو على موقع AS.com (الإسبانية)